# Xylopia nitida
Xylopia nitida là loài thực vật có hoa thuộc họ Na. Loài này được Dunal mô tả khoa học lần đầu tiên vào năm 1817.